# Аре (Жиронда)
Аре (фр. Arès) насеље је и општина у југозападној Француској у региону Аквитанија, у департману Жиронда која припада префектури Бордо.
По подацима из 2011. године у општини је живело 5.724 становника, а густина насељености је износила 118,63 становника/km². Општина се простире на површини од 48,25 km². Налази се на средњој надморској висини од 7 метара (максималној 37 m, а минималној 0 m).

## Демографија
| 1962. | 1968. | 1975. | 1982. | 1990. | 1999. | 2011. |
| ----- | ----- | ----- | ----- | ----- | ----- | ----- |
| 2.385 | 2.741 | 2.656 | 3.051 | 3.911 | 4.680 | 5.724 |

График промене броја становника у току последњих година